# Stadtbahnbögen (Berlin)

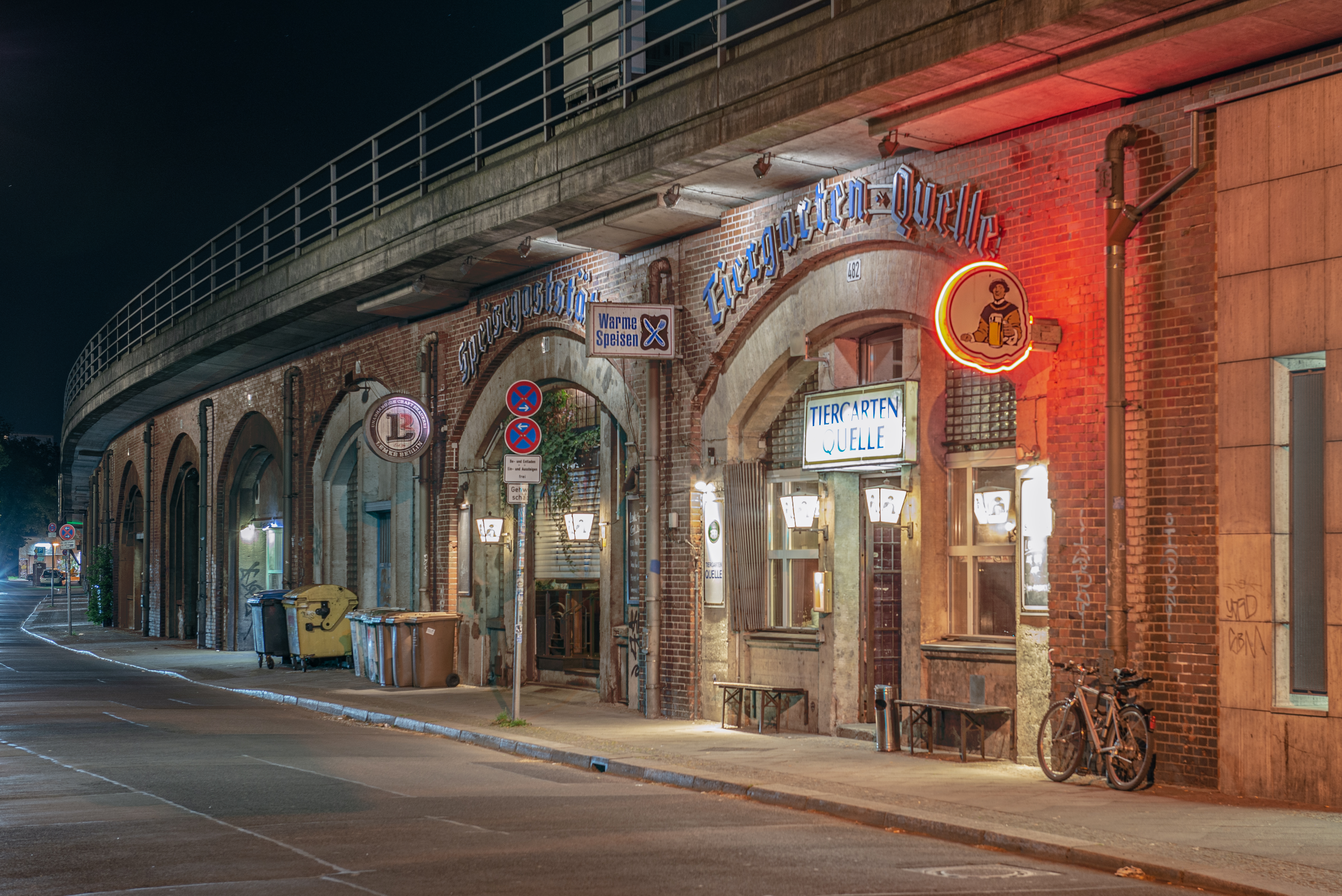
Berlin-Hansaviertel, Stadtbahnbogen Nummer 482

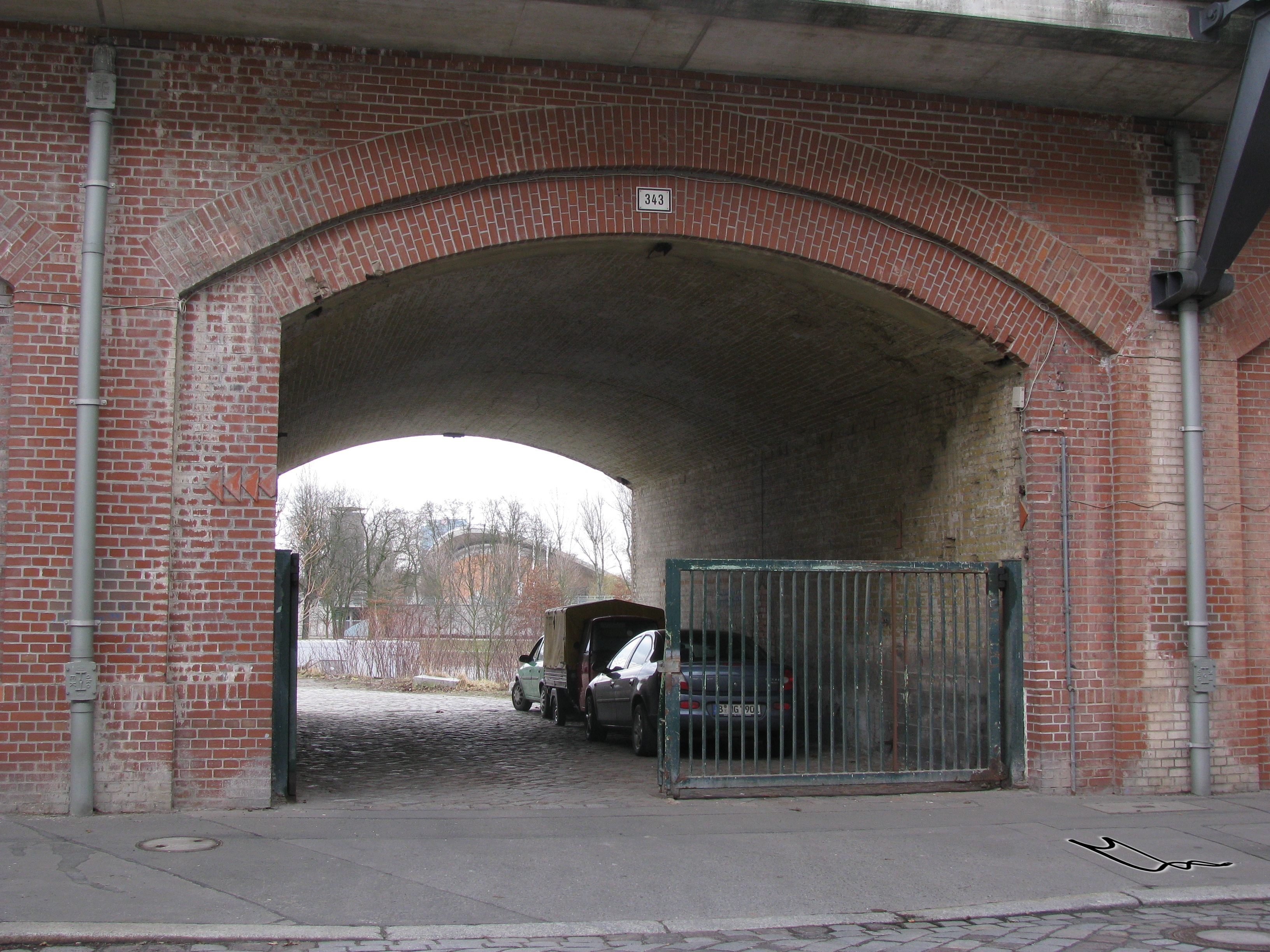
Stadtbahnbogen Nummer 343 im Moabiter Werder dient als Unterführung

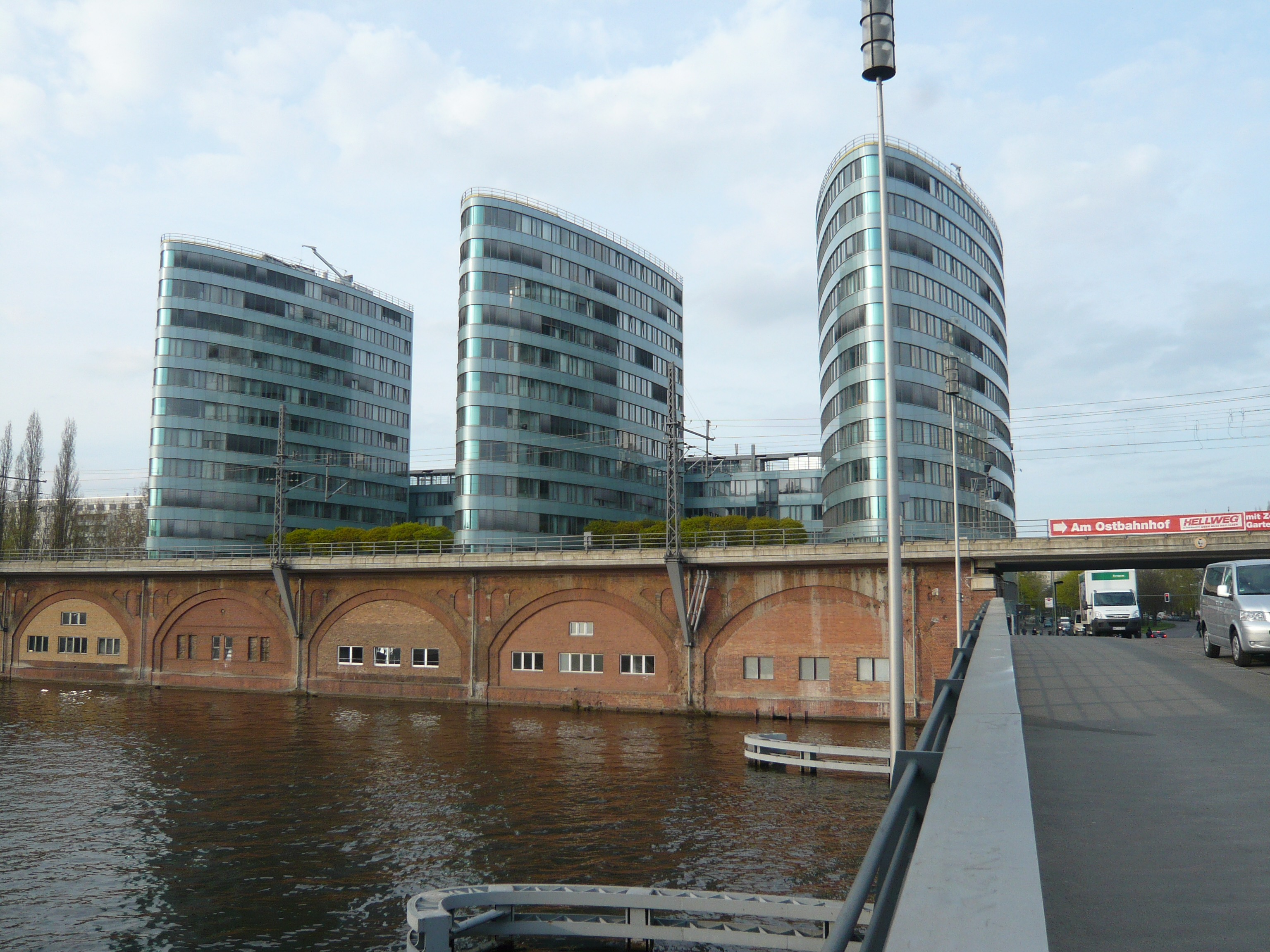
Zugemauerte Stadtbahnbögen entlang der Spree, am rechten Bildrand die Michaelbrücke, im Hintergrund die Trias Towers

Die Stadtbahnbögen in Berlin (kurz: Stbbg.) sind historische, gemauerte Viaduktbögen im Verlauf der Berliner Stadtbahn, die zwischen 1872 und 1882 nach Plänen Ernst Dircksens entstanden. Sie sind fortlaufend durchnummeriert und dienen teilweise als Nutzfläche für Gewerbetreibende, wobei diese oft gleich zwei oder mehrere nebeneinanderliegende Gewölbe beziehungsweise Arkaden bewirtschaften. Die Kombination „Stadtbahnbogen (Stbbg.) + Nummer + Postleitzahl + Ort“ ersetzt dabei teilweise die reguläre Postanschrift respektive Gebäudeadresse, das heißt, Straße und Hausnummer entfallen. Allerdings wird zur besseren Orientierung meist noch die jeweils benachbarte Straße zusätzlich angegeben.
Von den ursprünglich errichteten 731 Stadtbahnbögen waren insgesamt 597 für gewerbliche Zwecke nutzbar. Ihre fortlaufende Nummerierung begann am Schlesischen Bahnhof und endete am Bahnhof Savignyplatz unmittelbar vor der Bleibtreustraße. 453 Bögen waren bei Eröffnung der Stadtbahn 1882 zu vermieten, jedoch gelang dies im ersten Jahr nur bei 58 Bögen. Diese Zahl erhöhte sich im Laufe der Zeit beständig, sodass im Jahr 1885 beispielsweise 148 Bögen und 1896 bereits 392 Bögen vermietet waren. Die Nutzung der Bögen hing vor allem von der Umgebung ab. An den Bahnhöfen und Haltestellen mieteten sich besonders Restaurationsbetriebe und kleine Ladengeschäfte ein, die von der Laufkundschaft lebten. In der Nähe der Straßenüberführungen waren sehr häufig Pferdeställe untergebracht, die im Laufe der Zeit Garagen und Kraftfahrzeugbetrieben wichen. Daneben kam es zu den unterschiedlichsten Nutzungen kommunaler wie gewerblicher Art. So existierten in den Stadtbahnbögen Wärmestuben für Obdachlose, Lagerräume, Kulissenunterstände, Speditionen, ein Tierheim und ein Museumsprojekt. Die Läden im Zuge der Stadtbahn waren für die Bewohner der Umgebung ein wichtiger Ort des Handels- und Geschäftslebens. Die unterschiedlichsten Arten an Geschäften und Dienstleistungen in den Bögen steigerten das Versorgungsangebot der Einwohner, manche Geschäfte existieren bis heute.
Die Koordinaten der noch existierenden Bögen sind im Geoportal Berlin abrufbar. Dort sind 456 Koordinaten gelistet, der Nummernbereich reicht von 041 bis 591. Dabei sind einige Nummern durch Buchstabenzusatz mehrfach vergeben (z. B. 401, 410A, 410B, 410C), und es gibt Lücken in der fortlaufenden Nummerierung.